# أتمتة التصميم الإلكتروني

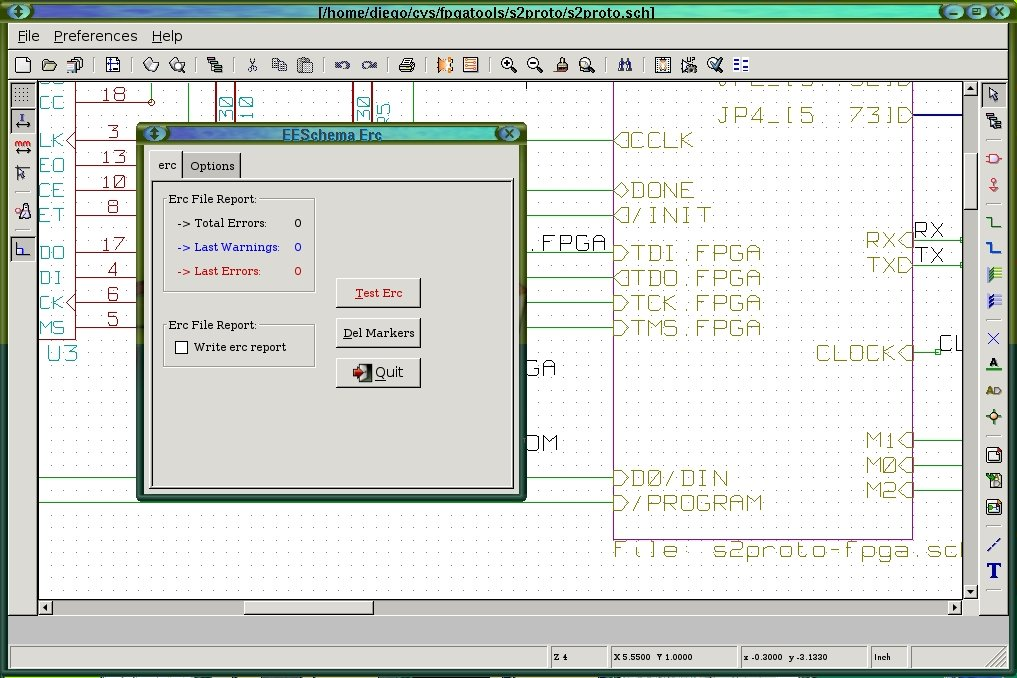

التصميم الإلكتروني الألي (EDA) هو ذلك الصنف من الأدوات المستخدمة لتصميم وإنتاج الأنظمة الإلكترونية بحسب تنوعها من اللوحات الإلكترونية المطبوعة (PCBs) إلى الدوائر المتكاملة (ICs). هذا وقد يطلق عليها أحيانا التصميم الإلكتروني بمساعدة الحاسوب (ECAD) أو يكتفى بـ (CAD).